# Ikologi Prasini
Ikologi Prasini (griechisch Οικολόγοι Πράσινοι, deutsch Ökologen/Grüne) bezeichnet eine griechische Partei, die die Grundsätze der ökologischen Politik vertritt. Sie wurde im Dezember 2002 gegründet und ist Mitglied der Europäischen Grünen Partei.
Von 2015 bis 2019 stellte sie den stellvertretenden Umweltminister in der Regierung Tsipras und war durch zwei über die SYRIZA-Liste gewählte Mitglieder im griechischen Parlament vertreten.

## Politische Grundsätze
Die Grundsätze der Ikologi Prasini, wie sie in ihrer Satzung niedergelegt sind: nachhaltige, soziale Gerechtigkeit, Gewaltfreiheit und direkte Partizipatorische Demokratie, der Achtung der Vielfalt, Dezentralisierung und Subsidiarität, Schutz und Wiederherstellung der natürlichen Ökosysteme, der Lebensqualität, der persönlichen und sozialen Verantwortung und Gleichheit vor dem Gesetz.
Ihre Gründungserklärung definiert Ökologie als kreativ, innovativ, unabhängig, tolerant, internationalistisch, pazifistisch, selbstverwaltet, partizipativ, feministisch, solidarisch, verbraucherschützend, antiautoritär und alternativ.

## Organisation
Die Ikologi Prasini sind als Partei dezentral in lokalen politischen Bewegungen organisiert, die sich auf Gemeinde-, Präfektur- und Regionsebene gebildet haben. Das zentrale politische Organ, der Panhellenische Rat, wird zu zwei Dritteln von Regionalkonferenzen und zu einem Drittel vom griechischen nationalen Kongress gewählt. Alle Organe der Partei sind abwählbar und haben eine gerade Anzahl von Mitgliedern, um größtmöglichen Konsens zu erzielen. Das zentrale Exekutivorgan ist ein sechsköpfiges Exekutivsekretariat, das unter der politischen Kontrolle des Panhellenischen Rats steht; es gibt keine Positionen wie Präsident oder Generalsekretär. Alle Mitglieder haben das Recht zur Teilnahme am nationalen Kongress; für wichtige Entscheidungen finden außerordentliche Kongresse und Abstimmungen statt.

### Parteiorgan
Das Presseorgan der Ikologi Prasini ist die Zeitschrift Πράσινη Πολιτική (gesprochen "Prasini Politiki", deutsche Übersetzung "Grüne Politik"). Ursprünglich ein Organ der Partei Grüne Politik, ging sie mit der Gründung der Ikologi Prasini auf diese über. Seit der 62. Ausgabe (April 2008) an erscheint sie mit 16 Seiten monatlich in 10.000 Exemplaren.

## Gründungsgeschichte
Aufgrund eines Aufrufs von Michalis Tremopoulos und M. Koulouroudis und einer Initiative der Öko-Bewegung von Thessaloniki wurde im Jahre 2002 das „Ökologische Forum“ gebildet, um Mitglieder der Grünen, die bereits Mitglied der Europäischen Föderation der Grünen Parteien waren, Mitglieder verschiedener lokaler Umwelt-Bewegungen und unabhängige Umweltschützer für den Aufbau des ökologischen Bereichs an einen gemeinsamen Tisch zu bringen.
Am 7./8. Dezember 2002 berief das Ökologische Forum eine nationale Konferenz im Gebäude der Anwaltskammer Athen ein, die die Gründung der Ikologi Prasini beschloss und einen 18-köpfigen Panhellenischen Rat zur Koordinierung der Gründung einer neuen politischen Partei wählte. In den kommenden Monaten wurden Arbeitsgruppen gebildet, die eine Satzung und die politischen Grundsätze erarbeiteten, die der erste Parteitag im Mai 2003 an der Pantion-Universität Athen dann annahm.

## Teilnahme an Wahlen
Im Sommer 2003 wurde die Teilnahme an den Wahlen zum Europäischen Parlament im Jahr 2004 beschlossen; im September 2003 wurde beschlossen, an den nächsten nationalen Wahlen nicht teilzunehmen.

### Europawahl 2004
Bei den Wahlen zum Europäischen Parlament von 2004 erhielten die Ikologi Prasini unter Führung von Michail Tremopoulos 0,67 % der abgegebenen Stimmen, nachdem ein angeblicher Vorschlag von Tremopoulos, in Thessaloniki ein Denkmal für Kemal Atatürk aufzustellen, im Wahlkampf Aufregung verursacht hatte.

### Kommunalwahlen 2006
Bei den Kommunalwahlen des Jahres 2006 unterstützten die Ikologi Prasini zwei unabhängige grüne Listen, das "Ökologische Athen" in der Gemeinde Athen, das 1,4 % der Stimmen erhielt, die Liste "Ökologie Solidarität", die 4,6 % und 2 Sitze im Präfekturrat in der Präfektur Thessaloniki erhielt, sowie 53 weitere kommunale und präfekturale Wählervereinigungen im Land.

### Parlamentswahlen 2007
Beim 5. ordentlichen Kongress im März 2007 in Athen wurden detaillierte Vorschläge für programmatische Änderungen und die Teilnahme an den nationalen Wahlen beschlossen. In der Folge wurden durch den Kontakt mit Bewegungen und anderen Parteien Möglichkeiten einer Zusammenarbeit erkundet, auf einem außerordentlichen Kongress am 30. Juni beschloss die Partei jedoch eine autonome Kandidatur.
Bei den griechischen Parlamentswahlen am 16. September 2007 kandidierten die Ikologi Prasini im ganzen Land außer in den Präfekturen Dodekanisos und Florina mit vollständigen Listen in 42 Regionen und mit insgesamt 254 Kandidaten. Prominente aus Kunst und Wissenschaft mit dem Dichter Nanos Valaoritis an der Spitze engagierten sich öffentlich. Sie wurden mit 1,05 % der Stimmen die sechstgrößte politische Partei, die größte ohne Sitz im Parlament.
Im Jahre 2008 stellten sie sich als politische Alternative dar. Vor der Europawahl 2009 erreichten sie Umfrageergebnisse bis zu 6,2 %.

### Europawahlen 2009 und 2014

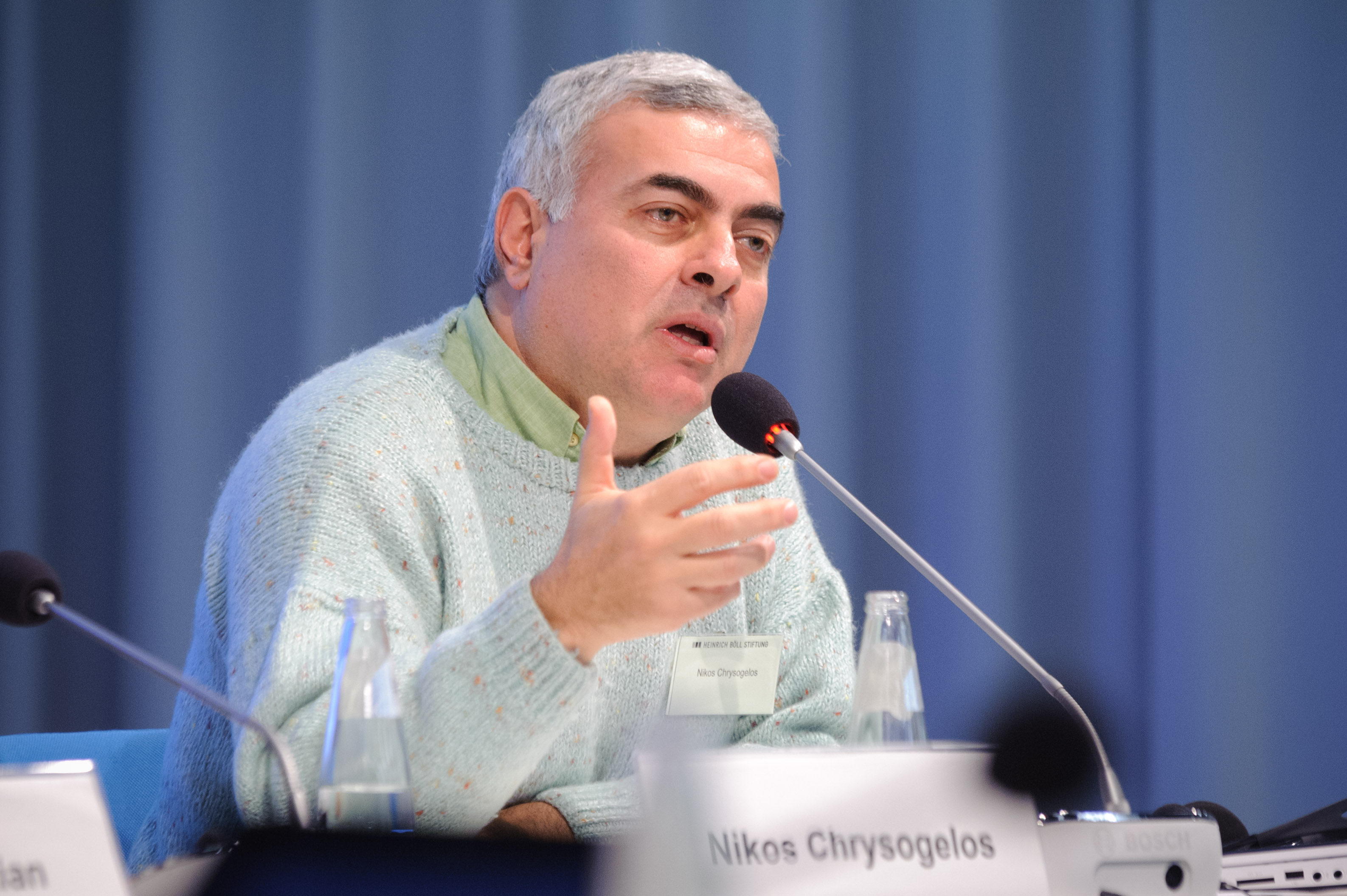
Nikos Chrysogelos, ehemaliger griechischer Abgeordneter der Ökologischen Grünen im Europäischen Parlament

Durch Abstimmung aller Mitglieder wurde die Kandidatenliste für die Europawahl 2009 beschlossen. Auf die ersten vier Listenplätze wurden Michalis Tremopoulos, Maria Vassilakou (Stellvertretende Bundessprecherin der österreichischen Grünen), Nikos Chrysogelos (Vorsitzender der "Mittelmeer-SOS") und Kostas Diakos (Umweltjurist) gewählt. Mit 3,49 % der Stimmen erzielten sie ein Wahlergebnis, das zwar deutlich hinter den Umfrageergebnissen zurückblieb, ihnen jedoch erstmals bei landesweiten Wahlen einen Parlamentssitz einbrachte.
Bei der Europawahl 2014 erreichten die Grünen 0,9 % der Stimmen und verfehlten so den Wiedereinzug ins Europaparlament.

### Parlamentswahlen 2009 und 2012
Bei den griechischen Parlamentswahlen am 4. Oktober 2009 scheiterten die Ökologen/Grünen mit rund 2,5 % Stimmenanteil knapp an der Dreiprozenthürde.
Bei der Parlamentswahl im Mai 2012 konnten sie ihr Ergebnis um 0,4 Prozentpunkte steigern und erreichten 2,93 % der Stimmen. Damit wurden sie achtstärkste Partei, scheiterten aber knapp an der Dreiprozenthürde im griechischen Parlament. Bei der anschließenden Parlamentswahl im Juni 2012 verlor sie stark und kam nur noch auf 0,88 %.

### Parlamentswahlen 2015
An den Parlamentswahlen im Januar 2015 und September 2015 nahm die Partei nicht direkt teil, sondern trat auf der Liste von SYRIZA an. Im Januar wurde ein Kandidat und im September zwei Kandidaten der Ikologi Prasini in das Parlament gewählt. Im Kabinett Alexis Tsipras I sowie im Kabinett Alexis Tsipras II wurde das Ikologi Prasini-Mitglied Giannis Tsironis jeweils zum stellvertretenden Umweltminister ernannt.

## Frühere Wahlergebnisse grüner Gruppierungen
- Europawahl 1989 Alternative Ökologen 1,11 %
- Parlamentswahlen 1989 Alternative Ökologen 0,58 % (1 Sitz)
- Parlamentswahlen 1990 Alternative Ökologen 0,77 % (1 Sitz)
- Europawahl 1994: Politische Ökologie 0,24 %